# Monica Mayhem
Monica Mayhem (14 de març de 1978, Perth, Austràlia) és una actriu pornogràfica i ballarina exòtica i cantant australiana.

## Primers anys de vida
Mayhem va néixer a Austràlia i és meitat australiana i meitat gal·lesa. Va assistir a l'escola secundària estatal de Kenmore, però va ser expulsada. Abans de començar a treballar en les pel·lícules per adults, Mayhem, va treballar a Sydney i a Londres en finances durant sis anys, en una corredoria de l'International Petroleum Exchange.

## Carrera
Desitjant un canvi de carrera, va començar a ballar en el club Spearmint Rhino de Londres. Després d'una reunió amb un dels propietaris del local en el desembre de l'any 2000, va viatjar als Estats Units. La seva primera escena va ser amb Lee Stone a la revista Real Sex 38. El 2002, va guanyar el Premi XRCO a Starlet of the Year i el Premi FOXE per "Vixen de l'Any".
El 2008, va aparèixer en un petit paper a la pel·lícula Sexe a Nova York, en la qual se la veu a través d'una finestra tenint relacions sexuals amb la veïna de Samantha, Dante.
Mayhem va escriure una autobiografia titulada Absolute Mayhem: Confessions of an Aussie Porn Star, que va ser publicada per Random House Australia el 2009 a la seva Austràlia natal i per Skyhorse Publishing a Amèrica del Nord l'any següent. El 2011 es va publicar una traducció al francès per Camion Noir.
Totes les pel·lícules per a adults en les quals ha treballat van ser per a la indústria nord-americana, des de desembre de l'any 2000. Ha estat en més de 200 pel·lícules hardcore i softcore per adults. També va intentar començar una carrera com a cantant en la banda de heavy metal Sweet Avenge. L'any 2013, va decidir retirar-se, havent rodat un total de 342 pel·lícules.
L'agost de 2010, va anunciar que s'havia retirat de l'actuació pornogràfica, després de més de 400 pel·lícules,[10] i que estava compromesa amb un veterinari de Sydney.